# Великосілля (Самбірський район)
Великосі́лля (до 1946 року — Нанчілка Велика) — село в Україні, у Самбірському районі Львівської області. Орган місцевого самоврядування — Старосамбірська міська рада. Населення становить 631 особа.

## Символіка
Герб затверджений 27 грудня 1998 року рішенням IV сесії сільської ради III скликання. У лазуровому полі срібна гуска, обабіч неї у лівий перев'яз — по золотій сосновій шишці. Щит обрамований декоративним картушем і увінчаний золотою сільською короною. На печатках Нанчулки (теперішнього Великосілля) у XIX столітті було зображення гуски. Соснові шишки символізують місцеву рослинність і два села, підпорядковані сільраді.

## Географія
Через село протікає річка Лінинка. В селі функціонує церква, школа і сільська рада. 

## Історія
Вперше згадується як село у 1539 році. Тоді описується його приєднання до сусідніх монастирських земель села Лаврова.

## Населення
У 1928 році в селі проживало 400 осіб, серед них — 12 юдеїв. Станом на 2001 рік населення села становило 631 особу.

## Відомі люди
- Ступка Василь — командир відділу 91 «Басейн» у ВО-5 «Маківка», лицар Бронзового хреста бойової заслуги УПА.
- Ясеницький-Корнич Володимир — визначний український діяч на Буковині.